# علي بادارا سوماه
علي بادارا سوماه (بالفرنسية: Aly Badara Soumah)‏ هو لاعب كرة قدم غيني، ولد في 24 يناير 1990 في كوناكري في غينيا.